# José Luis Pellicer
Pour les articles homonymes, voir Pellicer.
José Luis Pellicer (en catalan : Josep Lluís Pellicer i Fenyé), né le 12 mai 1842 à Barcelone en Espagne et mort le 15 juin 1901, est un peintre et enseignant catalan.

## Biographie
Pellicer suit sa formation dans l'atelier de Ramón Martí Alsina et part se perfectionner durant trois années à Rome. Comme peintre de genre, il expose à Madrid en 1871 et à Barcelone en 1878. Il travaille également pour différentes revues et fait des reportages sur la Guerre russo-turque de 1877-1878. Il devient directeur artistique des éditions Montaner & Simon et illustre plusieurs volumes de la Bibliothèque universelle.
Il fonde l'Institut catalan des arts du livre et est l'un des organisateurs de l'Exposition universelle de Barcelone de 1888. En 1894, il devient membre de l'Académie des Beaux-Arts de Barcelone et enseigne à l'école de la Llotja.
Sa sœur Pilar Pellicer est l'épouse de Concordio González et la mère de Julio González.

## Élèves
- Xavier Gosé
- Manuel Luque (période Mundo Cómico)